# Hoplopleura longula
Hoplopleura longula är en insektsart som först beskrevs av Neumann 1909.  Hoplopleura longula ingår i släktet Hoplopleura och familjen gnagarlöss. Inga underarter finns listade i Catalogue of Life.